# Bienservida
Bienservida ist eine Gemeinde (municipio) mit 552 Einwohnern (Stand: 2024) im Süden der Provinz Albacete in der autonomen Region Kastilien-La Mancha. Zur Gemeinde gehören die Weiler Baños de Abaja, Baños de Arriba und San Blas sowie die Gehöfte Casa del Charco de la Quebrada und Cortijo de la Hoya Blanquilla.

## Lage
Bienservida liegt in der nördlichen Berglandschaft der Sierra de Alcaraz, dem nördlichen Ausläufer der Betischen Kordillere. Der Ort befindet sich in ca. 85 km (Fahrtstrecke) südwestlich der Provinzhauptstadt Albacete einer Höhe von ca. 895 m. Das Klima im Winter ist gemäßigt, im Sommer dagegen warm; die geringen Niederschlagsmengen (ca. 4930 mm/Jahr) fallen – mit Ausnahme der nahezu regenlosen Sommermonate – verteilt übers ganze Jahr.

## Bevölkerungsentwicklung
| Jahr      | 1970 | 1981 | 1991 | 2001 | 2011 | 2021 |
| Einwohner | 1400 | 1354 | 942  | 841  | 703  | 574  |

## Sehenswürdigkeiten

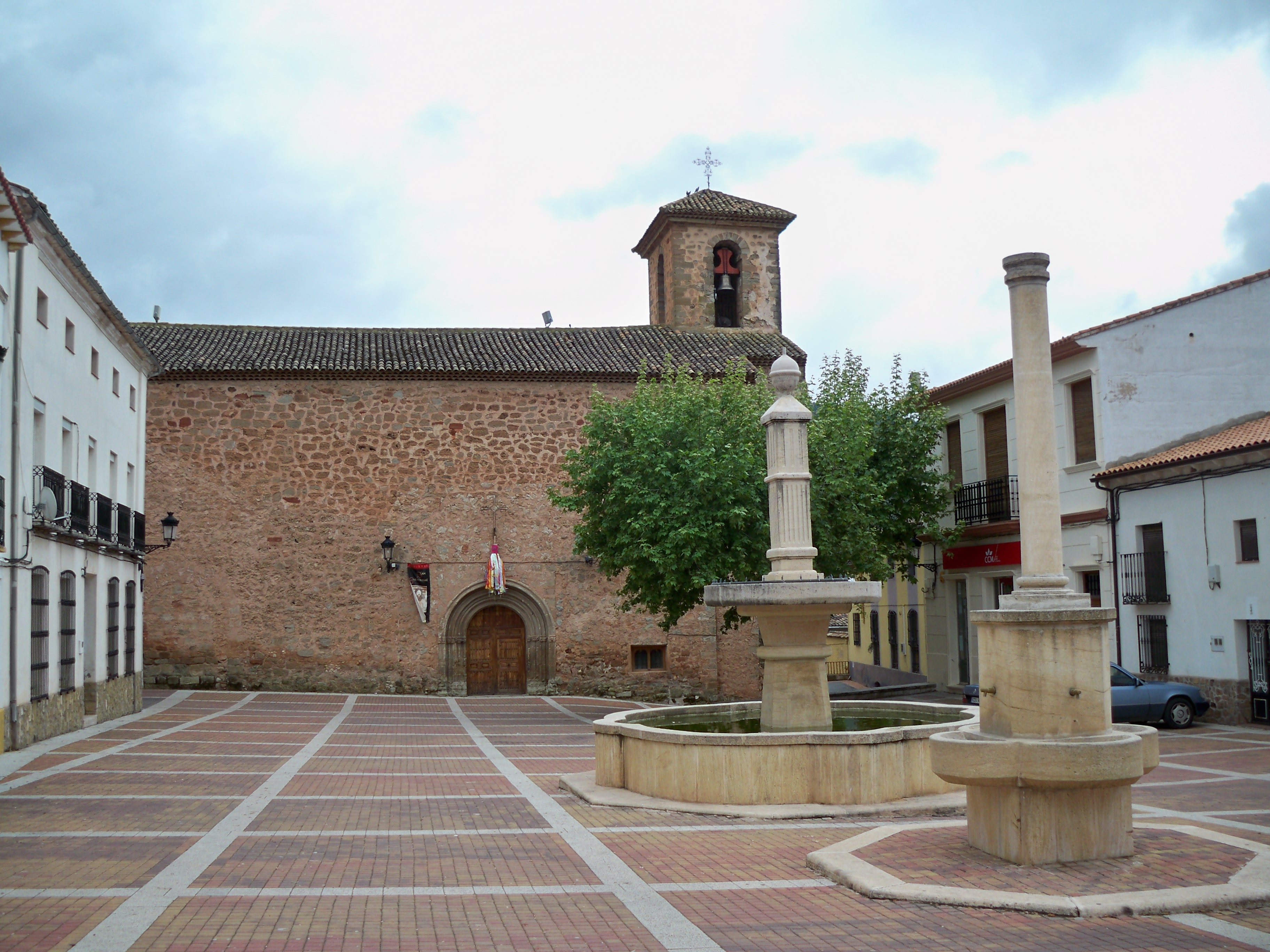
Bartholomäuskirche
- Kapelle von Turruchel
- Marienkapelle

- Bartholomäuskirche